# Glodalo
Glodalo služi za raznoliku upotrebu strojne obrade metala odvajanjem čestica na glodalicama, npr. za poravnavanje, izradu prizmatičnih rubova, izradu čepova, džepova, izrezivanje, urezivanje, prerezivanje, izradu različitih utora na osovinama, izradu zubaca zupčanika, za rezanje navoja itd. Zbog toga je i oblik glodala raznolik.

## Vrste glodala
Glodala se u osnovi dijele na više načina: prema načinu izrade, prema obliku zubi, prema obliku tijela.

### Vrste glodala prema načinu izrade
Prema načinu izrade glodala se dijele na: 
- glodala s glodanim zubima,
- glodala s natražno tokarenim i brušenim zubima,
- glodala ili glave s umetnutim zubima.

### Vrste glodala prema obliku zubi
Prema obliku zubi glodala se dijele na:
- glodala s ravnim zubima,
- glodala sa spiralnim zubima,
- glodala s križnim zubima.

### Vrste glodala prema obliku tijela
Prema obliku tijela glodala se dijele na:
- valjkasta glodala,
- valjkasta čeona glodala,
- valjkasto glodalo za ozubljenje,
- valjkasta glodala za navoje,
- pločasta (plosnata) glodala,
- pločasta glodala s umetnutim zupcima,
- pilasta glodala,
- profilna glodala,
- modulna glodala,
- glave za glodanje,
- vretenasta glodala,
- konusna (stožasta) glodala,
- specijalna glodala.

Sve vrste glodala se izrađuju za rezanje u lijevom ili desnom smjeru okretanja.

## Režimi rada
Koji alat koristiti, kojom brzinom se alat okreće, koja je dubina rezanja, kojim posmakom, s hlađenjem ili bez, su pitanja koja moraju biti detaljno riješena prije početka rada. Prije pristupanja samoj obradi metala potrebno je pripremiti tehničko tehnološku dokumentaciju iz koje su vidljivi i režimi rada kod pojedinih zahvata.
- Operacijski list je osnovni matični dokument tehnološke pripreme. Izrađuje se za svaki pojedini dio proizvoda. U njemu je određen tehnološki proces, a izgled ovisi o poduzeću ili radionici gdje se radi, te o načinu upotrebe. Najčešći sadržaj operacijskog lista su: operacija, zahvat, stroj ili strojna grupa, alat ili naprava, te njihovi režimi rada tj. brzina rezanja, posmak, dubina rezanja, broj prolaza, tehnološka i pomoćna vremena izrade;
- Operacija je onaj dio strojne obrade koji se obavlja na jednom radnom mjestu od uzimanja obratka do njegovog odlaganja (tokarenje, bušenje, glodanje, rezanje, prešanje, sastavljanje);
- Zahvat je određena logička cjelina unutar operacije (npr. glodanje alatom promjera 40 mm, bušenje svrdlom promjera 5 mm, narezivanje navoja M10, tokarenje grubim lijevim tokarskim nožem);
- Brzina rezanja v (m/min) ovisi o materijalu obratka i materijalu alata. Svaki proizvođač alata daje svoje brzine rezanja za taj alat. Postoje preporučene brzine rezanja koje se nalaze u raznim tablicama. Kod grube obrade koriste se manje brzine rezanja i veći posmaci, dok se pri finoj obradi koriste veće brzine rezanja, a manji posmaci;
- Broj okretaja glodala se prema brzini rezanja računa kao:

n = (1000 ˑ v) / (D ˑ p);
- Posmak po zubu glodala sz (mm) ovisi o materijalu, alatu i dubini rezanja;
- Posmak glodala po okretu: s = sz ˑ z (mm/okr), gdje je z – broj zubiju glodala;
- Posmak u minuti s' = sz ˑ z ˑ n (mm/min). Brzine posmaka glodala se kreću kod grubog glodanja između 100 i 500 mm/min, dok se kod finog glodanja kreću od 10 do 50 mm/min. Ovo su opće preporuke, ali one ovise o vrsti alata, materijalima, snazi stroja;
- Dubina obrade (strugotine) a (mm) ovisi o alatu i snazi alatnog stroja (glodalice). Također postoje različite tablice i preporuke za dubinu strugotine u ovisnosti od materijala obratka;
- Broj prolaza označava potrebno ponavljanje obrade, ovisno o dubine strugotine, od sirove mjere do željene dimenzije obratka.

Da se odredi specifikacija alata, potrebno je napraviti detaljni tehnološki proces, odnosno razraditi proces po operacijama i zahvatima (koracima). Potrebno je odrediti optimalni alat za predviđeni stroj i postupak kako bi se u najkraćem vremenu dobili optimalni rezultati.

## Glodanje
Glodanje je nakon tokarenja najvažniji postupak obrade metala skidanjem čestica. Tim postupkom možemo obraditi ravne plohe, prizmatične žljebove i utore, zupčanike, navoje, te uzdužno i prostorno profilirane površine. Glodanje je postupak obrade skidanjem čestica kod kojeg alat obavlja glavno gibanje. Posmično gibanje je uvijek pod nekim kutom u odnosu na os rotacije alata i obavlja ga ili obradak ili alat. Obavlja se alatima s više jednakih oštrica ili sa sastavljenim alatima. Sve oštrice toga alata nisu istodobno u zahvatu. Zato je glodanje složenija operacija od tokarenja ili bušenja zbog većeg broja oštrica alata i zbog promjenjivog presjeka strugotine koju skida pojedini zub za vrijeme obrade. Zubi glodala dolaze jedan za drugim u zahvat s materijalom i za vrijeme zahvata jako se mijenja opterećenje zuba.

### Podjela glodanja
Prema kombinaciji glavnog i posmičnog gibanja, glodanje se dijeli na obodno glodanje i čeono glodanje.

#### Obodno glodanje
Obodno glodanje može biti plošno (pravocrtno) glodanje i kružno glodanje.
Kod obodnog plošnog glodanja skidanje čestica obavlja se obodom glodala koje izvodi glavno gibanje, dok je posmak pravocrtan. Plošno glodanje se dijeli na:
- Protusmjerno glodanje (konvencionalno glodanje). Rotacija alata (glavno gibanje) je u obrnutom smjeru od smjera posmaka. Strugotina se stvara od malog prema većem presjeku. Sile koje nastaju prilikom glodanja su prema gore i žele izbiti obradak iz stezne naprave.
- Istosmjerno glodanje. Rotacija alata (glavno gibanje) je u istom smjeru kao smjer posmaka. Strugotina se stvara od većeg prema najmanjem presjeku. Sile koje nastaju prilikom glodanja su prema dole i žele zabiti obradak u škripac.

Kod obodnog kružnog glodanja skidanje čestica obavlja se obodom glodala koje izvodi glavno gibanje, dok je posmak kružni. Ovisno o izgledu alata i smještaju obratka kružno glodanje može biti vanjsko, unutarnje ili obilazno.

#### Čeono glodanje
Čeono glodanje skida čestice materijala zubima koji su smješteni na čelu glodala ili glave alata i može biti simetrično i nesimetrično. Kod simetričnog glodanja alat obrađuje cijelom širinom – prolaz alata jednak je promjeru alata. Nesimetrično glodanje ima trag alata manji od promjera glodala. Prstasta glodala osim za čeono poravnavanje služe za obradu rubova, utora, džepova, profila.

## CNC glodalica
CNC glodalica je danas zapravo glodaći obradni centar. Obradni centar čini nadogradnju CNC stroja u pogledu automatske izmjene alata, pribora i obradaka. Glodaći obradni centri svojim izgledom podsjećaju na glodalice, ali ih mogućnostima nadmašuju: 
- smanjeno je glavno vrijeme i pomoćna vremena strojne obrade;
- viša je točnost i kvaliteta obrade;
- manji je udio ljudskoga rada u obradi.[5]